# Henri Tréziny
Henri Tréziny (né le 26 janvier 1948 à Marseille où il est décédé le 10 août 2021) est un archéologue français, ancien élève de l’École normale supérieure de Fontenay-Saint-Cloud, agrégé de Lettres Classiques, assistant de latin à l’université de Rouen (1974-1977), puis membre de l’École française de Rome de 1977 à 1980 avant de devenir chargé de recherche au CNRS. Il soutient en 2000 son Habilitation à diriger les recherches (HDR). 
Par la suite directeur de recherche au CNRS, il reste affecté au Centre Camille Jullian d’Aix-en-Provence où il est un temps directeur adjoint (1994-1999) puis responsable des publications créant et gérant pendant plusieurs années deux collections importantes, la Bibliothèque d’Archéologie Méditerranéenne et Africaine (BIAMA) et les Études massaliètes (EtMassa)

## Biographie

### Thèmes et terrains de recherche

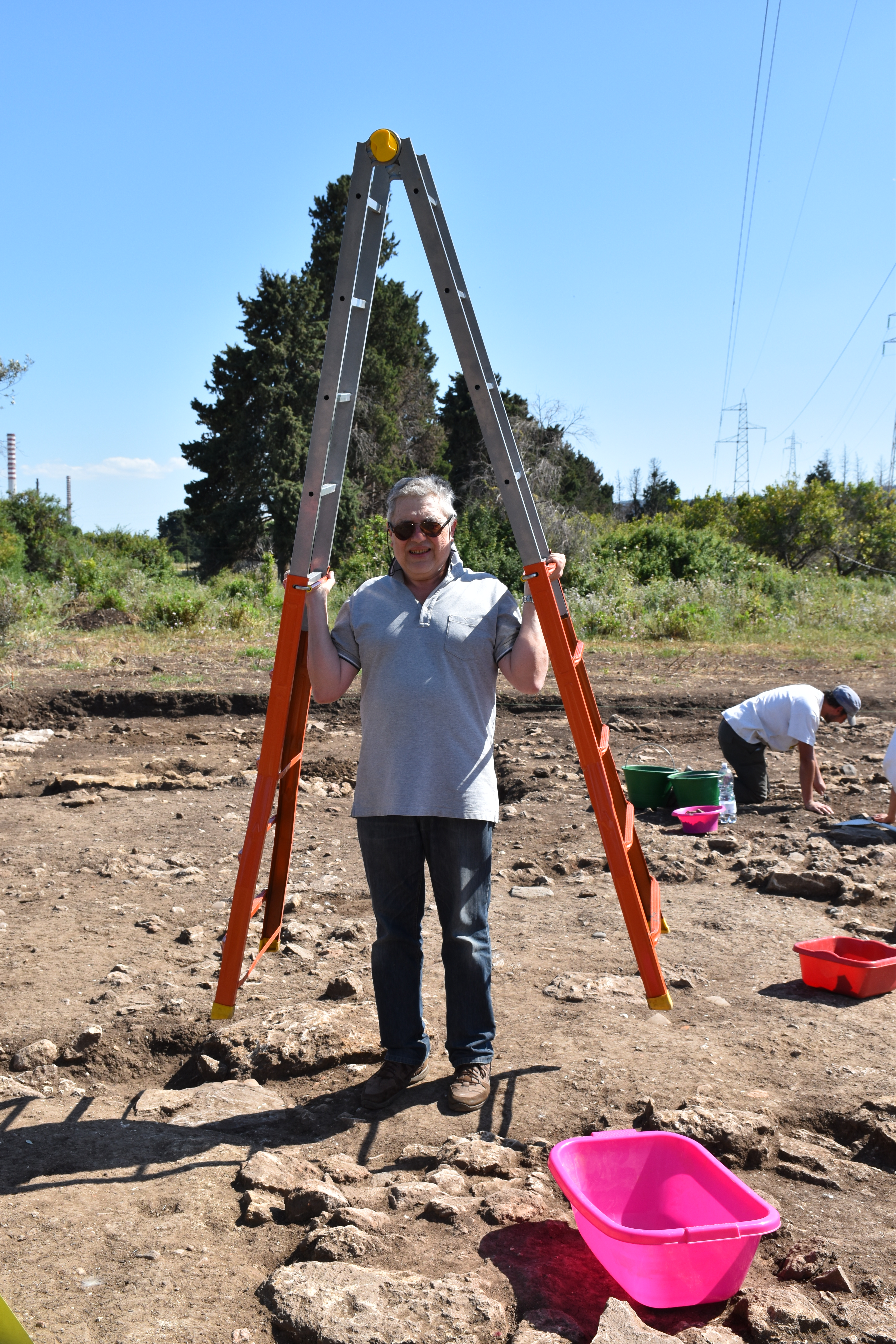
Henri Tréziny à Mégara Hyblaea, fouille du sanctuaire du Nord Ouest, 2017.

Henri Tréziny fit ses premières armes archéologiques sur le chantier de la Bourse à Marseille, en 1969 avec Roger Guéry et en 1970 sous la houlette de Guy Bertucchi. Il travailla ensuite à Métaponte sous la direction d’Yvon Garlan et, en 1973, arriva pour la première fois sur le site de Mégara Hyblaea en Sicile où il travailla sous la direction de Georges Vallet et Giuseppe Voza. Élève de François Villard, puis de Paul Courbin, il travaille d’abord sur la céramique grecque et a notamment ouvert la voie à des études novatrices sur certaines productions céramiques (notamment sur les cratères tardo-géométriques de Mégara in MEFRA 1979, p. 7-57, études récemment poursuivies par Lou de Barbarin in Aristonothos, 18, 2022). Sous l’influence de Roland Martin, il se concentre ensuite sur les fortifications, l’architecture et l’urbanisme des colonies grecques d’Occident. En 1977, il défend ainsi son Mémoire de l’École Pratique des Hautes Études (IVe section), intitulé « Recherches sur les coûts des grands programmes de construction en Italie du Sud et en Sicile » avant d’entrer à l’École française de Rome où son mémoire de troisième année (1980) fut consacré aux fortifications grecques d’Occident, thème qui fut également au centre de sa thèse de doctorat (1997) puis de son HDR (2000) à l’université d'Aix-Marseille où il a assuré la totalité de sa carrière.
Son séjour à l’EFR lui ouvrit la porte de nouvelles fouilles en Italie, avec de premières campagnes à Punta Tresino à Agropoli entre 1978 et 1980, puis à Crotone en 1983, où il étudia l’évolution du système défensif de la ville. Enfin, de 1982 à 1987, il étudia le système de fortifications de la ville italiote de Kaulonia dans le cadre d’une collaboration franco-italienne avec la Surintendance de Calabre. 
Avec son entrée au CNRS en 1980 et son rattachement au Centre Camille Jullian à Aix-en-Provence, il fut amené à travailler sur les sites de Saint-Blaise, de Glanum, des Mayans, des Tours de Castillon au Paradou, où il développa sa réflexion sur la question des interactions culturelles entre les Grecs implantés autour du bassin méditerranéen et les « indigènes », les populations locales avec lesquelles ils entraient en contact.
Ses deux terrains de prédilection furent alors Marseille (Massalia) et Mégara Hyblaea en Sicile, deux cités grecques d’Occident appartenant à deux générations différentes. Sur ces deux sites on doit considérer son apport comme majeur. À Marseille, il a coordonné pendant plusieurs années, à partir de 1985, un lourd programme portant à la publication des fouilles du quartier de la Bourse par la direction d’une Action thématique programmée (ATP) du CNRS « Archives de fouille » qui a permis une explosion de la bibliographie sur la seule ville grecque de France (CRAI 1996, p. 225-250 et Revue archéologique 1997, p. 185-200). Il est intervenu à maintes reprises sur le terrain, directement ou indirectement. Il a largement contribué à fonder le dossier des fortifications grecques les plus archaïques (depuis le milieu du VIIe siècle  au moins). Avec une grande attention aux questions métrologiques (Revue archéologique de Narbonnaise, 1989, p. 1-46).
À Mégara Hyblaea, au Nord de Syracuse, il fait équipe avec Michel Gras de 1975 à sa disparition portant à terme une relecture de la ville archaïque et de son découpage en lots de terrain équivalents (Lots et îlots à Mégara Hyblaea dans La colonisation grecque. Hommages à Georges Vallet, (1995),1999, p.141-183) dans toute son extension soit 60 hectares (Mégara 5, 2004). Outre ses travaux personnels sur les fortifications, il a également coordonné un bilan approfondi de toutes les fouilles antérieures sur la ville hellénistique (Mégara 7, 2018, en collaboration avec Frédéric Mège). Il a enfin ouvert, à partir de 2017, un nouveau projet de recherche sur l’urbanisme du plateau ouest de la ville grecque avec l’appui de Jean-Christophe Sourisseau et Reine-Marie Bérard, et contribué à dessiner le programme de fouille mis en œuvre depuis 2022 dans le vallon de l’Arenella sur lequel il a travaillé jusqu’à sa disparition.

### Direction et coordination de la recherche
Au cours de sa carrière, Henri Tréziny a organisé de nombreuses rencontres et coordonné plusieurs groupes de travail collectifs. Parmi ceux-ci, on peut citer un colloque à Valbonne sur les fortifications grecques qui a fait date en 1982 (avec Pierre Leriche) ; ensuite un imposant bilan sur nos connaissances sur Marseille par la publication d’un volume collectif de 923 pages de la Carte archéologique de la Gaule (Marseille et ses alentours, Paris, 2005, en collaboration avec Marie-Pierre Rothé). Enfin, en 2006, lorsque la Maison Méditerranéenne des Sciences de l’Homme lance le programme européen Ramses2 autour des axes ‘Mémoires, Conflits, Échanges’, il organise un réseau de collaborations à travers la Méditerranée sur les échanges entre Grecs et indigènes : entre 2006 et 2008, il réunit six « ateliers » en France, en Espagne, en Italie et en Grèce, dont les résultats seront publiés moins de deux ans après dans un autre volume collectif de 727 pages rassemblant 60 contributions (Grecs et indigènes de la Catalogne à la Mer Noire) paru en 2010.
Il a enfin publié les actes de nombreux colloques et table-rondes : sur le territoire de Marseille grecque en 1986 (avec Michel Bats), sur Marseille grecque en 1990 (avec Michel Bats, Guy Bertucchi et Gaëtan Congès), sur Marseille, trames et paysages urbains en 1999 (avec Marc Bouiron), sur le culte des cités phocéennes en 2000 (avec Antoine Hermary).
Outre ses travaux de recherche personnels et collectifs, Henri Tréziny s’est toujours illustré par sa très grande disponibilité pour la valorisation et la diffusion scientifique auprès d’un large public, mais aussi pour la transmission des savoirs et la formation des jeunes générations de chercheurs. Il s'est ainsi largement investi à l’université d'Aix-Marseille en donnant de nombreux séminaires et en encadrant de nombreux doctorants dans leur travail de thèse, mais aussi sur le terrain, notamment sur le site de Mégara Hyblaea où il laisse un grand héritage.
Ses collègues et amis français, italiens et espagnols lui ont offert en 2013 un volume d’hommages : L’Occident grec de Marseille à Mégara Hyblaea.